# Buding
Buding é uma comuna francesa na região administrativa de Grande Leste, no departamento de Mosela. Estende-se por uma área de 6,36 km². Em 2010 a comuna tinha 596 habitantes (densidade: 93,7 hab./km²).